# Daniela Ruah
Pour l’article homonyme, voir Ruah.
Daniela Ruah, née le 2 décembre 1983 à Boston, est une actrice, réalisatrice et productrice américano-portugaise.
Elle débute en faisant carrière au Portugal, dans les années 2000, en participant à de nombreux courts métrages, séries télévisées et soap opéra.
En 2009, l'actrice se fait connaître du grand public, grâce à son rôle de Kensi Blye dans la série télévisée policière NCIS : Los Angeles.

## Biographie

### Enfance et débuts précoces
Daniela Ruah est née aux États-Unis de parents portugais. Son père est chirurgien et sa mère otologue. Sa famille déménage lorsqu'elle a 5 ans pour vivre à Carcavelos. Daniela y fréquente une école internationale britannique, la Saint Julian's School (en).
Elle commence sa carrière à 16 ans, et interprète le rôle de Sara dans la telenovela Jardins Proibidos (pt) pendant 148 épisodes, continuant, cependant, à étudier dans l'enseignement secondaire. À 18 ans, elle part à Londres au Royaume-Uni pour passer son Baccalauréat en arts scéniques à l'université métropolitaine de Londres.

### Carrière

#### Débuts et révélation au Portugal (2000-2006)
Elle retourne au Portugal dans le but de développer sa carrière professionnelle, se distinguant dans des seconds rôles à la télévision, au cinéma et au théâtre.
Entre 2001 et 2002, elle joue dans 168 épisodes du soap Filha do Mar. Elle renouvelle un engagement similaire pour les shows Dei-te Quase Tudo (2005-2006) et Tu e Eu (2006-2007).
Forte d'une nouvelle popularité, elle participe à la première saison du programme de la chaîne RTP, Dança Comigo (version portugaise de Danse avec les stars), et gagne le concours,.
En 2007, elle part à New York pour étudier au Lee Strasberg Theatre and Film Institute tout en continuant sa carrière en participant à des courts métrages.

#### Carrière aux États-Unis et révélation télévisuelle (2009-présent)

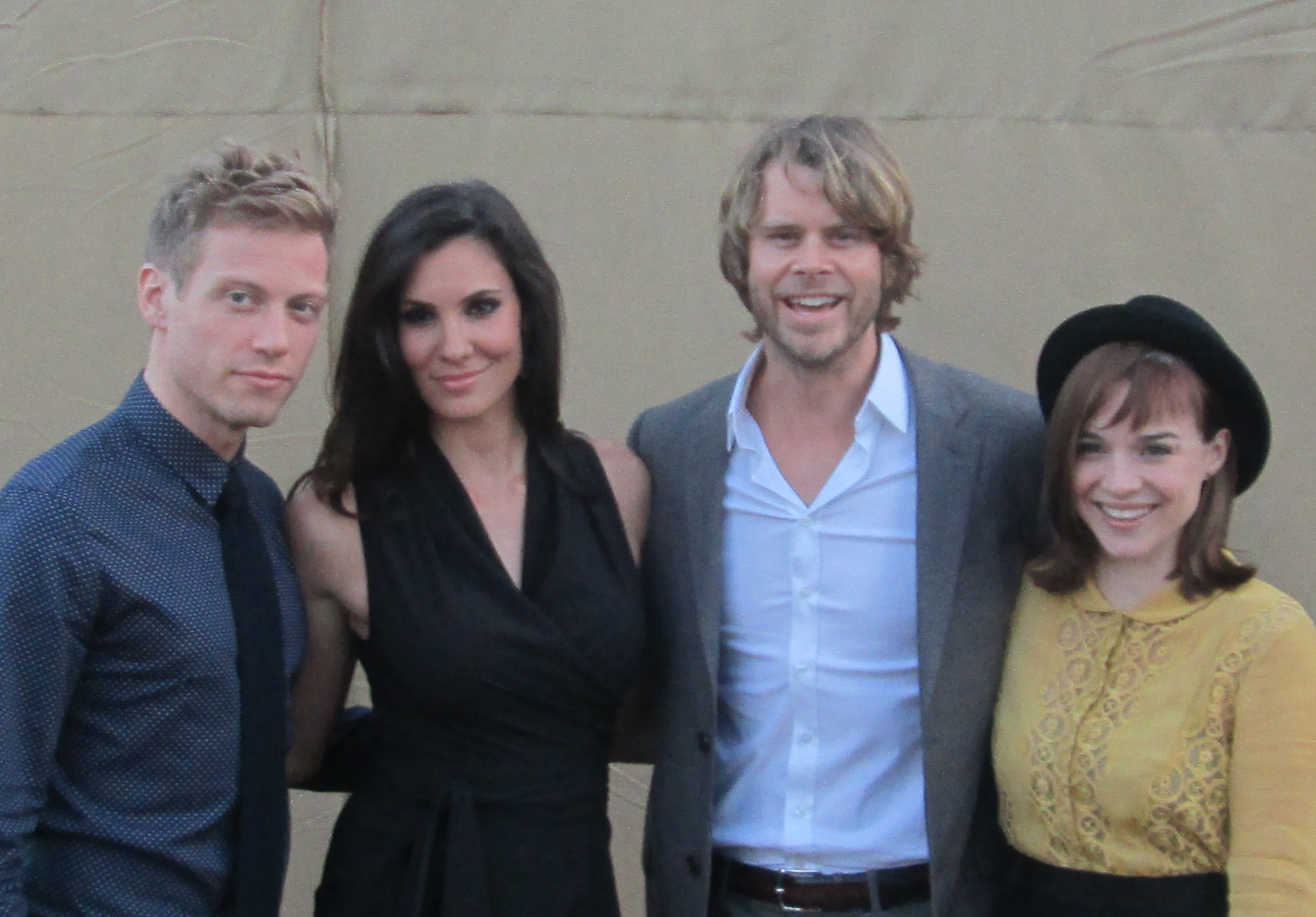
Une partie du casting de NCIS : Los Angeles, en 2012.

En 2009, pour son premier grand rôle aux États-Unis, Daniela Ruah intègre la distribution de la série policière NCIS : Los Angeles, la série dérivée de NCIS : Enquêtes spéciales dans le rôle de Kensi Blye, l'un des personnages principaux. La série est un succès critique et public. En 2010, le succès est tel que l'actrice remporte l'équivalent du Golden Globes portugais, de la révélation de l'année, elle est aussi nommée pour un Teen Choice Awards. L'année d'après, l'actrice est prénommée pour un Emmy Awards et remporte le TV Action Icon Award 2011 de la meilleure actrice dans une série télévisée d'action. Cette même année, son personnage intervient dans un épisode de la série Hawaii 5-0.
En 2012, l'actrice participe à son premier long métrage, dans un second rôle. Il s'agit du film de guerre Red Tails avec Terrence Howard, Cuba Gooding Jr., Nate Parker et notamment Ne-Yo. Le film suit un groupe d'Afro-Américains originaires de Tuskegee, dans l'Alabama, recruté par les United States Army Air Forces pour former les Tuskegee Airmen. Réalisé par Anthony Hemingway, il est tiré d'une histoire de George Lucas. Cette production est bien reçue par la critique, elle est notamment présentée au Festival de Cannes 2012 et remporte le NAACP Image Awards 2013 du meilleur film.
Elle est l'une des présentatrices du Concours Eurovision de la chanson 2018, qui se tient à Lisbonne les 8, 10 et 12 mai 2018.
Le 20 janvier 2023, on apprend que NCIS : Los Angeles va s'arrêter le 14 mai 2023 après 14 saisons.

### Vie privée
Elle a les yeux vairons (son œil gauche est marron, et l'autre est noir du fait d'une tache de naissance),.
En septembre 2013, Daniela annonce qu'elle attend son premier enfant. Le 30 décembre 2013, elle donne naissance à un petit garçon prénommé River Isaac Ruah Olsen. Le 19 juin 2014, elle a épousé son compagnon David Paul Olsen (le frère d'Eric Christian Olsen, son partenaire dans NCIS : Los Angeles) à Cascais, au Portugal. Le 18 avril 2016, elle annonce qu'elle attend son deuxième enfant via un cliché posté sur les réseaux sociaux. Le 4 septembre 2016, elle donne naissance à une petite fille prénommée Sierra Esther Ruah Olsen.
Elle parle couramment l'anglais, le portugais et l'espagnol.
L'actrice est une véritable fan de sport, elle pratique notamment le fitness et a d'ailleurs souvent fait la couverture de magazines sportifs.

## Filmographie

### Cinéma

#### Longs métrages
- 2012 : L'Escadron Red Tails (Red Tails) de Anthony Hemingway : Sofia

#### Courts-métrages
- 2006 : Canaviais de Lourenço Henriques : Margarida
- 2008 : Blind Confession de Edward Shieh : La femme
- 2009 : Midnight Passion de Peter Spanos : Sophie
- 2009 : Safe Haven de Nico Raineau : Angela Bowery
- 2011 : Tu & Eu de Edward Shieh : Sofia
- 2016 : Pivot de C.A. Gabriel et Renée Felice Smith : La femme enceinte
- 2017 : Excuse de Diogo Morgado : Brenda

### Télévision

#### Téléfilms
- 2001 : Querida Mãe de José Sacramento : Zezinha

#### Séries télévisées
- 2000 - 2001 : Jardins Proibidos : Sara (148 épisodes)
- 2001 : Elsa, uma Mulher Assim (mini-série) : Monica (saison 1, épisode 11)
- 2001 - 2002 : Filha do Mar : Constança Valadas (168 épisodes)
- 2004 : Inspector Max : Verónica Botelho (1 épisode)
- 2005 - 2006 : Dei-te Quase Tudo : Rita (195 épisodes)
- 2006 - 2007 : Tu e Eu : Daniela Pinto (197 épisodes)
- 2008 : Casos Da Vida : Rita (saison 2, épisode 2)
- 2009 : Haine et Passion : Gigi (épisode 15628)
- 2009 et 2024 : NCIS : Enquêtes spéciales : Kensi Blye (saison 6, épisodes 22 et 23 et saison 21, épisode 7)
- 2009 à 2023 : NCIS : Los Angeles : Kensi Blye (319 épisodes)
- 2012 : Hawaii 5-0 : Kensi Blye (saison 2, épisode 6)
- 2020 : A Espia : Maria João Mascarenha
- 2023 : Pêche interdite : Fatima

## Distinctions
Sauf indication contraire, les informations mentionnées dans cette section peuvent être confirmées par la base de données cinématographiques IMDb,  présente dans la section « Liens externes ».

### Récompenses
- Golden Globes, Portugal 2010 : Révélation de l'année pour NCIS : Los Angeles
- TV Action Icon Award 2011 : Meilleure actrice dans une série télévisée d'action pour NCIS : Los Angeles[5]

### Nominations
- Teen Choice Awards 2010 : Meilleure actrice dans une série télévisée d'action pour NCIS : Los Angeles
- Short Shorts Film Festival & Asia 2011 : Nommée pour le prix du festival pour Tu & Eu